# 樱花恋
《樱花恋》（英語：Sayonara）是1957年美國特藝七彩劇情電影，由马龙·白兰度和高美以子主演。劇情是在描述朝鲜战争中美国空军戰鬥機飛行員愛上著名日本舞台劇女演員（類似寶塚歌劇團中的男役）的故事。
《樱花恋》獲得四部奥斯卡金像奖，其中包括男女配角列·畢頓和梅木三吉。
此劇的劇本是由保羅·奧斯本改編自詹姆斯·米切那所著的同名小說，製片是威廉·戈茨，由約許亞·羅根擔任導演。此電影不同於其他1950年的浪漫電影，其中直接處理了種族主義和偏見。演出者還有帕特裏夏·歐文斯、詹姆斯·加纳、瑪莎·史考特和里卡多·蒙特尔班。

## 提名和獲獎
| 機構               | 獎項                 | 提名人                       | 結果 |
| ------------------ | -------------------- | ---------------------------- | ---- |
| 第30届奥斯卡金像奖 | 最佳影片奖           | 威廉·戈茨                    | 提名 |
| 第30届奥斯卡金像奖 | 最佳导演奖           | 約許亞·羅根                  | 提名 |
| 第30届奥斯卡金像奖 | 最佳男主角奖         | 马龙·白兰度                  | 提名 |
| 第30届奥斯卡金像奖 | 最佳男配角奖         | 列·畢頓                      | 獲獎 |
| 第30届奥斯卡金像奖 | 最佳女配角奖         | 梅木三吉                     | 獲獎 |
| 第30届奥斯卡金像奖 | 最佳改編劇本獎       | 保羅·奧斯本                  | 提名 |
| 第30届奥斯卡金像奖 | 最佳艺术指导奖       | 泰德·霍沃思和勞勃·普里斯特利 | 獲獎 |
| 第30届奥斯卡金像奖 | 最佳攝影獎           | 艾斯華思·弗雷德里克斯        | 提名 |
| 第30届奥斯卡金像奖 | 最佳影片剪辑奖       | 阿瑟·施密特和菲利普·W·安德森 | 提名 |
| 第30届奥斯卡金像奖 | 最佳音响奖           | 乔治·格罗夫斯                | 獲獎 |
| 英國電影學院獎     | 最有前途的電影新人   | 列·畢頓                      | 提名 |
| 意大利电影金像奖   | 最佳外籍男演員       | 马龙·白兰度                  | 獲獎 |
| 美國導演協會獎     | 傑出電影導演成就     | 約許亞·羅根                  | 提名 |
| 金球獎             | 最佳戲劇類影片       | 最佳戲劇類影片               | 提名 |
| 金球獎             | 最佳戲劇類電影男主角 | 马龙·白兰度                  | 提名 |
| 金球獎             | 最佳電影男配角       | 列·畢頓                      | 獲獎 |
| 金球獎             | 最佳電影女配角       | 梅木三吉                     | 提名 |
| 金球獎             | 最佳導演             | 約許亞·羅根                  | 提名 |
| 金球獎             | 年度新星—男演員      | 詹姆斯·加纳                  | 獲獎 |
| 桂冠獎             | 最佳電影             | 最佳電影                     | 提名 |
| 桂冠獎             | 最佳男配角           | 列·畢頓                      | 獲獎 |
| 桂冠獎             | 最佳男配角           | 里卡多·蒙特尔班              | 提名 |
| 桂冠獎             | 最佳配樂             | 弗朗茨·沃克斯曼              | 提名 |
| 紐約影評人協會獎   | 最佳影片             | 最佳影片                     | 提名 |
| 紐約影評人協會獎   | 最佳男主角           | 马龙·白兰度                  | 提名 |
| 美國作家協會獎     | 最佳美國編劇         | 保羅·奧斯本                  | 提名 |

此電影也被美国电影学会考慮列在以下名單中：
- 2002: AFI百年百大愛情電影–提名[4]
- 2005: AFI百年电影史电影配乐–提名[5]

## 腳註
1. ↑  和《控方证人》的查尔斯·劳顿同得獎項

## 書目
- Provencher, Ken. . Velvet Light Trap (Austin: University of Texas Press). Spring 2014, (73): 39–50  [2022-01-03]. ISSN 1542-4251. S2CID 142842143. doi:10.7560/VLT7304. （原始内容存档于2016-03-04）.

## 外部連結
- 互联网电影数据库（IMDb）上《Sayonara》的资料（英文）
- AllMovie上《Sayonara》的资料（英文）
- TCM电影资料库上《Sayonara》的资料（英文）
- 美国电影学会目录上的《Sayonara》（英文）
- 爛番茄上《Sayonara》的資料（英文）
- Trailer of Sayonara introduced by Miika Taka （页面存档备份，存于）
- The Duke and His Domain （页面存档备份，存于） by 杜鲁门·卡波特
- James Garner Interview on the Charlie Rose Show （页面存档备份，存于）
- James Garner interview at Archive of American Television - (c/o Google Video) - March 17, 1999